# Ctenops nobilis
Genre
Espèce
Statut de conservation UICN

 NT  : Quasi menacé
Ctenops nobilis est une espèce de poissons perciformes d'eau douce, que l'on trouve en Inde dans le Brahmapoutre et au Bangladesh. C'est la seule espèce du genre Ctenops (monotypique).
C. pumilus et C. vittatus ne sont plus des noms valides, ces espèces étant désormais rattachées au genre Trichopsis.